# Comuna de Kamieńsk
Kamieńsk (polaco: Gmina Kamieńsk) é uma gminy (comuna) na Polónia, na voivodia de Lodz e no condado de Radomszczański. A sede do condado é a cidade de Góra Kamieńska.
De acordo com os censos de 2004, a comuna tem 6146 habitantes, com uma densidade 64,1 hab/km².

## Área
Estende-se por uma área de 95,81 km², incluindo:
- área agricola: 57%
- área florestal: 33%

## Demografia
Dados de 30 de Junho 2004:
|                      | Total   | Total | Mulheres | Mulheres | Homens  | Homens |
| -------------------- | ------- | ----- | -------- | -------- | ------- | ------ |
|                      | pessoas | %     | pessoas  | %        | pessoas | %      |
| População            | 6146    | 100   | 3109     | 50,6     | 3037    | 49,4   |
| Densidade (pop./km²) | 64,1    | 100   | 32,4     | 32,4     | 31,7    | 31,7   |

De acordo com dados de 2002, o rendimento médio per capita ascendia a 1565,12 zł.

## Subdivisões
- Barczkowice, Dąbrowa, Danielów, Gałkowice Stare, Gorzędów, Huta Porajska, Ochocice, Koźniewice, Podjezioro, Pytowice, Szpinalów, Włodzimierz.

## Comunas vizinhas
- Bełchatów, Dobryszyce, Gomunice, Gorzkowice, Kleszczów, Wola Krzysztoporska, Rozprza